# Saint-Amans (Lozère)
Saint-Amans is een plaats en voormalige gemeente in het Franse departement Lozère in de regio Occitanie en telt 127 inwoners (2004). De plaats maakt deel uit van het arrondissement Mende.

## Geschiedenis
Saint-Amans is op 1 januari 2019 gefuseerd met de gemeenten Estables, Rieutort-de-Randon, Servières en La Villedieu tot de gemeente Monts-de-Randon. 

## Geografie
De oppervlakte van Saint-Amans bedraagt 10,1 km², de bevolkingsdichtheid is 12,6 inwoners per km².
De onderstaande kaart toont de ligging van Saint-Amans (Lozère) met de belangrijkste infrastructuur en aangrenzende gemeenten.

## Demografie
Onderstaande figuur toont het verloop van het inwonertal.